# Briarcliff Manor
Briarcliff Manor ist ein kleiner Ort im Westchester County, direkt am Hudson River ca. 48 km nördlich von New York City im Nordosten der USA. Der Ort ist Teil der Towns of Ossining und Mount Pleasant. Nach dem letzten Zensus von 2010 leben ca. 7.867 Menschen in dieser Gemeinde.

## Persönlichkeiten
Söhne und Töchter der Stadt:
- Jerrier Haddad (1922–2017), Computeringenieur
- Joseph Ruben (* 1950), Filmregisseur und Drehbuchautor

Weitere Persönlichkeiten, die mit der Stadt verbunden sind:
- William Rockefeller (1841–1922), Wirtschaftsmagnat
- Carrie Chapman Catt (1859–1947), eine Kämpferin für das Frauenwahlrecht
- William John Burns (1861–1932), Ermittler
- Brooke Astor (1902–2007), Philanthropin
- John Cheever (1912–1982), Schriftsteller
- John Hersey (1914–1993), Schriftsteller
- Gertrude Neumark (1927–2010), Physikerin und Pionierin der Entwicklung von LED
- Brice Marden (1938–2023), Künstler

## Belege
1. ↑  www.briarcliffmanor.gov. (abgerufen am 7. April 2022).
2. ↑  Mary Cheever: The Changing Landscape: A History of Briarcliff Manor-Scarborough. Phoenix Publishing, West Kennebunk, Maine 1990, ISBN 0-914659-49-9.